# Moršanskij rajon
Il Moršanskij rajon (in russo Моршанский район?) è un rajon dell'Oblast' di Tambov, nella Russia europea; il capoluogo è Moršansk. Istituito nel 1928, ricopre una superficie di 2.880 chilometri quadrati e consta di una popolazione di circa 34.000 abitanti.